# Sakiet Ezzit (délégation)
Sakiet Ezzit est une délégation tunisienne dépendant du gouvernorat de Sfax.
Créée en 1993, elle se divise en six imadas : Bouacida, Cedra, Chihia, Sakiet Ezzit, Sidi Salah et Teniour.
En 2004, elle compte 72 481 habitants dont 36 960 hommes et 35 521 femmes répartis dans 17 541 ménages et 20 266 logements.
En 2014, elle compte 87 512 habitants dont 44 304 hommes et 43 208 femmes répartis dans 23 096 ménages et 26 711 logements.